# Municipio de Kendall (Illinois)
El municipio de Kendall (en inglés: Kendall Township) es un municipio ubicado en el condado de Kendall en el estado estadounidense de Illinois. En el año 2010 tenía una población de 7739 habitantes y una densidad poblacional de 76,18 personas por km².

## Geografía
El municipio de Kendall se encuentra ubicado en las coordenadas 41°35′17″N 88°25′50″O / 41.58806, -88.43056. Según la Oficina del Censo de los Estados Unidos, el municipio tiene una superficie total de 101.59 km², de la cual 101,24 km² corresponden a tierra firme y (0,34 %) 0,35 km² es agua.

## Demografía
Según el censo de 2010, había 7739 personas residiendo en el municipio de Kendall. La densidad de población era de 76,18 hab./km². De los 7739 habitantes, el municipio de Kendall estaba compuesto por el 94,31 % blancos, el 1,69 % eran afroamericanos, el 0,16 % eran amerindios, el 0,98 % eran asiáticos, el 1,68 % eran de otras razas y el 1,18 % eran de una mezcla de razas. Del total de la población el 7,17 % eran hispanos o latinos de cualquier raza.